# جائزة فرنسا الكبرى 1949
جائزة فرنسا الكبرى 1949 هو سباق فورمولا 1 أقيم بتاريخ 17 يوليو 1949 في رانس. حلّ الموناكي لويس تشيرون أولا.